# Ballana apta
Ballana apta är en insektsart som beskrevs av Delong 1964. Ballana apta ingår i släktet Ballana och familjen dvärgstritar. Inga underarter finns listade i Catalogue of Life.